# Calvert Vaux
Calvert Vaux (20 de diciembre de 1824, Londres - 19 de noviembre de 1895, Nueva York) era un arquitecto y paisajista británico. Diseñó los planos del Central Park de Nueva York junto con Frederick Law Olmsted.
Hijo de un cirujano londinense, Calvert Vaux nació en 1824 y estudió arquitectura bajo la tutela de Lewis Nockalls Cottingham. Más tarde se trasladó a Nueva York y se puso al servicio del paisajista Andrew Jackson Downing. Calvert tenía influencias de las escenas rurales europeas y de las pinturas alegóricas de la escuela de Hudson. En 1895, en el barrio neoyorquino de Brooklyn, mientras visitaba a su hijo, Vaux murió ahogado.